# کنستانتین فرینگ
کنستانتین فرینگ (انگلیسی: Konstantin Fring؛ زادهٔ ۹ ژانویهٔ ۱۹۹۰) بازیکن فوتبال اهل آلمان است.
از باشگاه‌هایی که در آن بازی کرده‌است می‌توان به باشگاه فوتبال روت‌وایس اسن اشاره کرد.